# 53 magyar film
Az „53 magyar film” filmválogatás, melyet a Magyar Művészeti Akadémia tagjai állítottak össze az általuk legértékesebb alkotásnak tartott magyar nagyjátékfilmekből.
2012-ben az Akadémia Sára Sándor elnökségi tag kezdeményezésére szavaztatta meg tagjait arról, hogy mely magyar filmeket tartják a legmaradandóbbnak, legemlékezetesebbnek, illetve legértékesebbeknek. A filmművészetben megszokott szűkebb, általában tizenkettes listáktól eltérően a szélesebb válogatással árnyaltabb képet kívántak elérni, ezért a tagoknak 52 alkotást kellett megjelölniük a kezdetektől napjainkig felsorolt összes játékfilm közül. A beérkezett adatokat összesítették, s mivel az utolsó helyen holtverseny alakult ki, végül is egy 53-as listát hoztak nyilvánosságra.
A listára felkerült filmeket nyolc tematikus blokkba sorolták, és filmklubsorozatok keretében vetítették le az Uránia Nemzeti Filmszínházban, valamint a vidéki art mozi hálózatban. Annak érdekében, hogy a filmszeretők minél szélesebb köre ismerje meg az alkotásokat, a mozivetítéseket filmklub-beszélgetések követték. A Duna Televízió is leadott hetente egy-egy alkotást.
| Ssz. | Cím                                | Rendező         | Év   | Megjegyzés                     |
| ---- | ---------------------------------- | --------------- | ---- | ------------------------------ |
| 1.   | 80 huszár                          | Sára Sándor     | 1978 | 124 perc, színes dráma         |
| 2.   | A kis Valentinó                    | Jeles András    | 1979 | 102 perc, fekete-fehér         |
| 3.   | A ménesgazda                       | Kovács András   | 1978 | 96 perc, színes dráma          |
| 4.   | A tanú                             | Bacsó Péter     | 1969 | 103 perc, színes               |
| 5.   | A tizedes meg a többiek            | Keleti Márton   | 1965 | 111 perc, fekete-fehér         |
| 6.   | Amerikai anzix                     | Bódy Gábor      | 1975 | 105 perc, fekete-fehér         |
| 7.   | Angi Vera                          | Gábor Pál       | 1979 | 92 perc, színes dráma          |
| 8.   | Árvácska                           | Ranódy László   | 1976 | 93 perc, színes                |
| 9.   | Az én XX. századom                 | Enyedi Ildikó   | 1989 | 102 perc, fekete-fehér         |
| 10.  | Az ötödik pecsét                   | Fábri Zoltán    | 1976 | 111 perc, színes               |
| 11.  | Bakaruhában                        | Fehér Imre      | 1957 | 100 perc, fekete-fehér         |
| 12.  | Csillagosok, katonák               | Jancsó Miklós   | 1967 | 90 perc, fekete-fehér          |
| 13.  | Csontváry                          | Huszárik Zoltán | 1980 | 112 perc, színes               |
| 14.  | Édes Anna                          | Fábri Zoltán    | 1958 | 89 perc, fekete-fehér          |
| 15.  | Egy magyar nábob – Kárpáthy Zoltán | Várkonyi Zoltán | 1966 | 93 + 85 perc, színes           |
| 16.  | Eldorádó                           | Bereményi Géza  | 1988 | 104 perc, színes               |
| 17.  | Emberek a havason                  | Szőts István    | 1942 | 80 perc, fekete-fehér          |
| 18.  | Ének a búzamezőkről                | Szőts István    | 1947 | 81 perc, fekete-fehér          |
| 19.  | Feldobott kő                       | Sára Sándor     | 1969 | 84 perc, fekete-fehér dráma    |
| 20.  | Filmregény – Három nővér           | Dárday István   | 1978 | 273 perc, fekete-fehér dráma   |
| 21.  | Fotográfia                         | Zolnay Pál      | 1973 | 80 perc, fekete-fehér          |
| 22.  | Hannibál tanár úr                  | Fábri Zoltán    | 1956 | 94 perc, fekete-fehér          |
| 23.  | Ház a sziklák alatt                | Makk Károly     | 1958 | 101 perc, fekete-fehér         |
| 24.  | Hideg napok                        | Kovács András   | 1966 | 102 perc, fekete-fehér         |
| 25.  | Holt vidék                         | Gaál István     | 1972 | 87 perc, színes dráma          |
| 26.  | Húsz óra                           | Fábri Zoltán    | 1965 | 120 perc, fekete-fehér dráma   |
| 27.  | Hyppolit, a lakáj                  | Székely István  | 1931 | 75 perc, fekete-fehér vígjáték |
| 28.  | Ismeri a szandi mandit?            | Gyarmathy Lívia | 1969 | 78 perc, színes vígjáték       |
| 29.  | Jutalomutazás                      | Dárday István   | 1975 | 80 perc, színes dráma          |
| 30.  | Két félidő a pokolban              | Fábri Zoltán    | 1961 | 122 perc, fekete-fehér dráma   |
| 31.  | Körhinta                           | Fábri Zoltán    | 1956 | 90 perc, fekete-fehér          |
| 32.  | Liliomfi                           | Makk Károly     | 1955 | 126 perc, színes               |
| 33.  | Ludas Matyi                        | Nádasdy Kálmán  | 1950 | 107 perc, színes               |
| 33.  | Ludas Matyi                        | Ranódy László   | 1950 | 107 perc, színes               |
| 34.  | Magyarok                           | Fábri Zoltán    | 1978 | 107 perc, színes               |
| 35.  | Megáll az idő                      | Gothár Péter    | 1982 | 96 perc, színes dráma          |
| 36.  | Mephisto                           | Szabó István    | 1981 | 144 perc, színes               |
| 37.  | Napló gyermekeimnek                | Mészáros Márta  | 1984 | 107 perc, fekete-fehér         |
| 38.  | Nárcisz és Psyché                  | Bódy Gábor      | 1980 | 94 perc, színes                |
| 39.  | Oldás és kötés                     | Jancsó Miklós   | 1963 | 107 perc, fekete-fehér         |
| 40.  | Pacsirta                           | Ranódy László   | 1964 | 110 perc, fekete-fehér         |
| 41.  | Redl ezredes                       | Szabó István    | 1985 | 167 perc, színes               |
| 42.  | Régi idők focija                   | Sándor Pál      | 1973 | 84 perc, színes                |
| 43.  | Sátántangó                         | Tarr Béla       | 1994 | 450 perc, fekete-fehér         |
| 44.  | Sodrásban                          | Gaál István     | 1964 | 90 perc, fekete-fehér dráma    |
| 45.  | Szegénylegények                    | Jancsó Miklós   | 1966 | 95 perc, fekete-fehér          |
| 46.  | Szerelem                           | Makk Károly     | 1971 | 98 perc, fekete-fehér          |
| 47.  | Szindbád                           | Huszárik Zoltán | 1971 | 98 perc, színes                |
| 48.  | Szirmok, virágok, koszorúk         | Lugossy László  | 1985 | 102 perc, színes dráma         |
| 49.  | Talpalatnyi föld                   | Bán Frigyes     | 1948 | 97 perc, fekete-fehér          |
| 50.  | Te rongyos élet                    | Bacsó Péter     | 1984 | 111 perc, színes               |
| 51.  | Tízezer nap                        | Kósa Ferenc     | 1967 | 110 perc, fekete-fehér dráma   |
| 52.  | Valahol Európában                  | Radványi Géza   | 1948 | 100 perc, fekete-fehér         |
| 53.  | Woyzeck                            | Szász János     | 1994 | 92 perc, dráma                 |